# اشباع (مغناطیس)

منحنی‌های مغناطیسی که نقطع اشباع ۹ ماده مغناطیسی را نشان می‌دهد
۱.ورق‌کاری ۲.فولاد الکتریکال ۳.فولاد ریخته گری ۴.فولاد تنگستن ۵.فولاد آهنربایی ۶.چدن ۷.نیکل ۸.کبالت ۹.مگنتیت

اشباع (انگلیسی: Saturation) حالتی در اجسام فرومغناطیسی نظیر کبالت، نیکل، آهن و آلیاژهای آن است. بدین ترتیب که با افزایش شدت میدان مغناطیسی چگالی مغناطیسی نیز افزایش می‌یابد. اما در یک میزان مشخص هرچه شدت میدان افزایش می‌یابد چگالی میدان به میزان کمی افزایش می‌یابد، این حالت اشباع مغناطیسی نامیده می‌شود.